# Watford F.C.
Watford Football Club er en engelsk fodboldklub fra Watford, som spiller i landets anden bedste række, Championship. Klubben spiller sine hjemmekampe på Vicarage Road, hvor at de har spillet siden 1922.
Klubben blev grundlagt i 1881, og spillede i første omgang på Cassio Road inden de flyttede til deres nuværende hjemmebane Vicarage Road i 1922. Klubber deler i dag banen med den lokale rugbyklub Saracens Rugby Club.
Klubben har haft to periode med fremgang under den tidligere engelske landstræner Graham Taylor. Først fra 1977-1987, hvor klubben rykkede fra 4. division hele vejen op til 1. division (nuværende. Premier League). De var desuden i FA Cup-finalen i 1984 og deltog i UEFA Cuppen.
Den anden periode begyndte i 1997 og endte i 2001 hvor Graham Taylor førte holdet tilbage til Premier League fra anden division. I begge perioder var klubben ejet af Sir Elton John, som i dag er ærespræsident i klubben på livstid.
I 2006/2007 spillede klubben i Premier League, efter de vandt oprykning i 2006 i play-off finalekampen mod Leeds United den 21. Maj 2006.

## Nuværende spillertrup
Oversigten er opdateret til og med 11. maj 2025.
| Nr. | Land     | Position | Spiller                 |
| --- | -------- | -------- | ----------------------- |
| 1   | Østrig   | MM       | Daniel Bachmann Anfører |
| 2   | England  | FO       | Jeremy Ngakia           |
| 3   | Chile    | FO       | Francisco Sierralta     |
| 4   | Cambodja | FO       | Kévin Keben             |
| 6   | England  | FO       | Mattie Pollock          |
| 8   | Georgien | MI       | Giorgi Chakvetadze      |
| 10  | Marokko  | MI       | Imrân Louza             |
| 11  | Irland   | AN       | Rocco Vata              |
| 7   | England  | AN       | Tom Ince                |
| 14  | Belgien  | MI       | Pierre Dwomoh           |
| 17  | Frankrig | MI       | Moussa Sissoko          |

| Nr. | Land                        | Position | Spiller          |
| --- | --------------------------- | -------- | ---------------- |
| 19  | Elfenbenskysten             | AN       | Vakoun Bayo      |
| 20  | Mali                        | AN       | Mamadou Doumbia  |
| 21  | Italien                     | FO       | Angelo Ogbonna   |
| 22  | England                     | FO       | James Morris     |
| 24  | Nigeria                     | MI       | Tom Dele-Bashiru |
| 25  | Irland                      | FO       | James Abankwah   |
| 26  | USA                         | FO       | Caleb Wiley      |
| 37  | Algeriet                    | FO       | Yasser Larouci   |
| 33  | Norge                       | MM       | Egil Selvik      |
| 41  | England                     | MM       | Alfie Marriott   |
| 34  | Tyskland                    | AN       | Kwadwo Baah      |
| 45  | England                     | FO       | Ryan Andrews     |
| 39  | Demokratiske Republik Congo | MI       | Edo Kayembe      |

### Udlejet
| Nr. | Land    | Position | Spiller                                         |
| --- | ------- | -------- | ----------------------------------------------- |
| 17  | England | AN       | Ashley Fletcher (Udlånt til New York Red Bulls) |
| 24  | Nigeria | MI       | Tom Dele-Bashiru (Udlånt til Reading)           |
| 32  | England | FO       | Mattie Pollock (Udlånt til Cheltenham Town)     |
| 36  | England | AN       | Joseph Hungbo (Udlånt til Ross County)          |
| —   | Sverige | MM       | Pontus Dahlberg (Udlånt til Gillingham)         |
| —   | Nigeria | MM       | Maduka Okoye (Udlånt til Sparta Rotterdam)      |

| Nr. | Land      | Position | Spiller                                            |
| --- | --------- | -------- | -------------------------------------------------- |
| —   | Danmark   | AN       | Philip Zinckernagel (Udlånt til Nottingham Forest) |
| —   | Jamaica   | AN       | Andre Gray (Udlånt til Queens Park Rangers)        |
| —   | Skotland  | AN       | Dapo Mebude (Udlånt til Wimbledon)                 |
| —   | Venezuela | AN       | Adalberto Peñaranda (Udlånt til Las Palmas)        |
| —   | Argentina | AN       | Ignacio Pussetto (Udlånt til Udinese)              |